# Haider (film)
Haider è un film del 2014 diretto da Vishal Bhardwaj. Il film è un adattamento dell'Amleto di William Shakespeare ambientato nel 1995 nel contesto del Conflitto del Kashmir.

## Trama
Un giovane uomo torna in Kashmir dopo la scomparsa di suo padre per affrontare lo zio, l'uomo che ha avuto un ruolo nel destino di suo padre.